# Donacoscaptes proalbivenalis
Donacoscaptes proalbivenalis là một loài bướm đêm trong họ Crambidae.